# Limonia syrma
Limonia syrma là một loài ruồi trong họ Limoniidae. Chúng phân bố ở miền Australasia.